# Taufname
Der Begriff Taufname (mittelhochdeutsch toufname) entstand im Spätmittelalter und bezeichnet den Namen, mit dem ein Täufling im Zusammenhang seiner Taufe angesprochen wird. Heute handelt es sich dabei in der Regel um den oder die im zivilen Personenstandsregister eingetragenen Personennamen. Vorname und Taufname sind also identisch.

## Abgrenzung
Bei der christlichen Taufe handelt es sich nicht um ein Ritual der Namensgebung. Auch wenn bei der Säuglingstaufe Namensgebung und Taufe zeitlich sehr eng beieinander liegen, sind die beiden Akte deutlich voneinander zu unterscheiden. Für die Namensgebung sind im Regelfall die Eltern (früher nicht selten auch die Paten) zuständig, die Taufe vollzieht im Normalfall der Geistliche. Mündige Konvertiten aus nichtchristlichen Religionen entscheiden sich nicht selten dafür, im zeitlichen Kontext ihrer Taufe einen neuen Namen anzunehmen. Das ist insbesondere dann der Fall, wenn der ursprüngliche Name sich von Personen oder Begriffen herleitet, die eng mit der Herkunftsreligion verbunden sind. Ein besonderes Thema sind die in der Vergangenheit erfolgten Namenswechsel jüdischer Konvertiten.
Anders als bei säkularen Namenstaufen ist die Namensgebung nicht der Kerninhalt des christlichen Taufaktes. Der christliche Täufling wird nicht (wie manchmal irrtümlich angenommen) auf einen Taufnamen getauft. Anders als beispielsweise eine Flugzeug- oder Schiffstaufe („Ich taufe dich auf den Namen AIDA“) oder auch einer Tiertaufe erfolgt die christliche Taufe vielmehr stets im oder auf den Namen des dreieinigen Gottes bzw. auf den Namen Jesus Christus (je nach Konfession mit teils etwas abweichenden Formulierungen). Dies unterscheidet die christliche Taufe auch von der sogenannten freien oder zivilen Taufe, die als Namensweihe in manchen Verbänden von Konfessionslosen oder Atheisten praktiziert wird.

## Geschichte
„Keine von den Namenswechseln, welche uns auf dem Gebiete des N.T. begegnen, steht mit der Taufe im Zusammenhange; [...].“, schrieb Johann Wilhelm Friedrich Höfling (1802 bis 1853) in seiner ausführlichen Darstellung der christlichen Taufe. Auch zur Zeit der frühen Kirche führten Konvertiten auch nach dem Empfang der Taufe ihre alten Namen weiter. Über die Vergabe eines neuen Namens während der eigentlichen Taufhandlung gibt es keine Nachrichten. Selbst Namen, die auf heidnische Gottheiten verwiesen, wurden nach der Taufe bedenkenlos weiterverwendet und von den frühen christlichen Gemeinden akzeptiert. Adolf Harnack wies darauf hin, dass Namensänderungen im Zusammenhang mit der Konversion zum Christentum zunächst kaum vorkamen, obwohl seit der allgemeinen Bürgerrechtsverleihung durch Caracalla im Jahr 212 jeder Freie seinen Namen wechseln konnte. So berichtet Eusebius von Caesarea über eine Gruppe von Christen, die während der Diokletianischen Verfolgung ihrem Martyrium entgegengingen: Der Richter fragte den Wortführer nach seinem Namen, „bekam aber statt des eigentlichen Namens einen Prophetennamen zu hören; — und das geschah von Seiten aller, weil sie an Stelle der ihnen von den Eltern gegebenen Namen, die vielleicht mit dem Götzendienst zusammenhingen, sich diese beigelegt hatten. So konnte man hören, wie sie sich Elias und Jeremias und Isaias und Samuel und Daniel nannten und sich demgemäß nicht bloß durch die Tat, sondern auch durch das Tragen entsprechender Namen als ‚den Juden im Geiste‘ (Röm 2,29) , also ‚einen echten und unverfälschten Israeliten Gottes‘ (Joh. 1, 47) zu erkennen gaben…“
Erst mit der um 380 vollzogenen Anerkennung des Christentums verschwanden die heidnischen Namen nach und nach. Eine kirchliche Anordnung gab es dafür aber nicht. Noch auf dem Ersten Konzil von Nicäa (325 nach Christus) trugen fast alle Bischöfe heidnische Namen. Beim Konzil von Chalcedon (451 nach Christus) waren es allerdings nur noch vier bischöfliche Amtsträger und beim Dritten Konzil von Konstantinopel (680–681) nur noch einer.

### Drittes bis siebtes Jahrhundert
Erst im vierten Jahrhundert wurde es in weiteren Kreisen üblich, den heidnischen Namen bei der Taufe abzulegen und einen „christlichen“ Namen anzunehmen. Bis zum siebten Jahrhundert hatte sich ein Katalog christlicher Namen herausgebildet, an dem sich christliche Familien bei der Namensgabe orientierten. Er lässt sich grob in drei Gruppen unterteilen. Die erste Gruppe bilden hebräische Namen, die dem Alten Testament entstammen und ins Griechische oder Lateinische übersetzt wurden. Aus Jonathan zum Beispiel wurde Theodoros und aus Salomo Irenäus. Die zweite Gruppe bildete unübersetzte hebräische und griechische Namen, die sich mit besonderen Personen des Alten und Neuen Testament verbanden. Auch die Namen altchristlicher Märtyrer finden sich hier. Zur dritten Gruppe gehören Namen, die im christlichen Kontext entstanden waren und einen geistlichen Inhalt zum Ausdruck brachten, zum Beispiel Adeodatus (lateinisch: Von Gott gegeben), Dominicus und Anastasios. Gegen Ende des genannten Zeitraums begann man auch, Kinder nach vorbildlichen verstorbenen Persönlichkeiten des Christentums, den sogenannten „Heiligen“ zu benennen und brachte sie mit diesen Namen zur Taufe. Beliebt waren insbesondere solche Heilige, die während ihres irdischen Lebens als kraftvolle Fürbitter bekannt geworden waren. Die Eltern erwarteten, dass der jeweilige Heilige das nach ihm benannte Kind besonders schützen und begleiten würde. Seit dem frühen Mittelalter wurde dem Kind der Name bei der Taufe zugesprochen.

### Achtes bis elftes Jahrhundert
Die irischen und fränkischen Missionare des achten und neunten Jahrhunderts machten die Germanen mit typisch christlichen Namen bekannt und versuchten, sie bei ihrer Taufe zu einem Namenswechsel zu überreden. Seit der Merowingerzeit wurde die im germanischen Raum übliche Namensvariation, bei der jeweils zwei Elemente, die oft aus dem väterlichen und dem mütterlichen Namen stammten, zu einem neuen Namen zusammengesetzt wurden, durch Hinzufügung christlicher Namenselemente (etwa „Ostern“ in Austrobaldus oder Osterlindis, Dominus in Domnofredus, „Gott“ in Godetrudis usw.) ergänzt. Die benediktinische Mission des zehnten Jahrhunderts beließ es auf ihren Missionsfeldern beim germanischen Namensgut, was eine Renaissance der alten germanischen Namen zur Folge hatte und dazu führte, dass im deutschen Raum bis ins tiefe elfte Jahrhundert hinein nur Namen germanischer Herkunft vergeben wurden.

### Zwölftes bis sechzehntes Jahrhundert

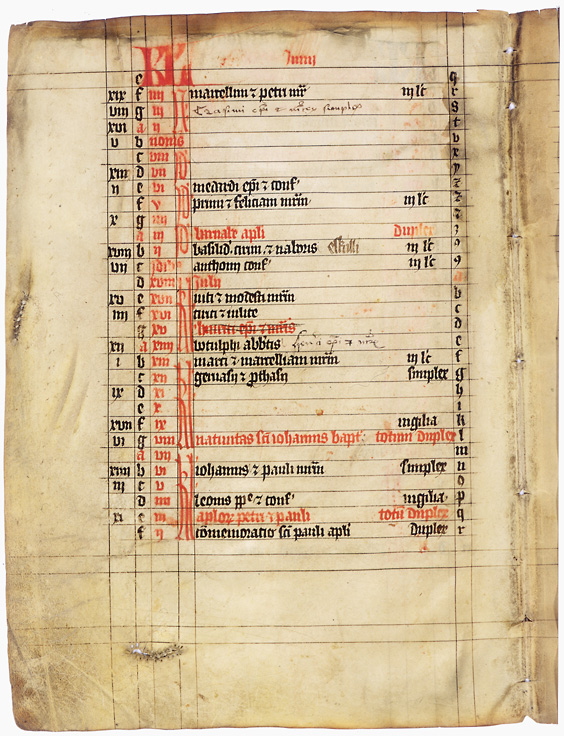
Heiligenkalender (14. Jahrhundert)

Die oben erwähnte Entwicklung schlug im zwölften Jahrhundert um. Zunächst war es der Adel, der für seine Nachkommenschaft wieder christliche Namen wählte. Im dreizehnten und vierzehnten Jahrhundert folgten die Bürger und Bauern. Im Volk setzte sich die Benennung nach Königen und Fürsten durch, später wurden geläufige Heiligennamen gewählt. Diese Entwicklungen hatten einen beträchtlichen Namensschwund zur Folge. Schließlich orientierten sich die Taufpaten, denen die Namenswahl oblag, mehr und mehr am Heiligenkalender und wählten häufig den Heiligennamen, der sich am Tauftag im Kalender fand. In diesem Zusammenhang entstand der Begriff „Tauf-Name“. Er ist also spätmittelalterlicher Herkunft. Etwa in demselben Zeitraum, in dem auch bei bestimmten Bevölkerungsgruppen Familiennamen aufkamen, entstand auch die Bezeichnung „Vor-Name“.

### Reformation
Martin Luther und Ulrich Zwingli haben sich mit der Namengebung nicht beschäftigt. Luther selbst erhielt seinen Vornamen, weil er am Martinstag getauft wurde. Johannes Calvin setzte sich für Taufnamen ein, die sich aus der Bibel herleiten lassen. 1546 kam es in Genf zu Diskussionen um Taufe und Namengebung, als einer der Pfarrer nicht den von den Eltern gewünschten Namen eines populären Heiligen (Claude) akzeptierte, sondern dem Täufling den biblischen Namen Abraham gab. Nach einem Entwurf, den Johannes Calvin erarbeitete, nahm der Stadtrat daraufhin ein Gesetz an, welches unzulässige Namen definierte:
- Namen „der Götzen, die das Land regiert haben“, d. h. Namen katholischer Heiliger;
- Namen, die nur Gott zukommen, wie Immanuel;
- Namen, die lächerlich oder absurd wirken, wie Suaire („Schweißtuch“).

### Anglikanische Kirche und Puritaner
Mit der Thronbesteigung Königin Elisabeths I. im Jahr 1558 traten Taufnamen biblischer (und vor allem alttestamentlicher) Herkunft in Großbritannien einen Siegeszug an, der im letzten Drittel des 16. Jahrhunderts seinen vorläufigen Höhepunkt erreichte, obwohl in der anglikanischen Church of England der katholische Namenskalender beibehalten worden war. Ursache dafür aber waren nicht allein die calvinistischen Puritaner, sondern das in dieser Zeit verbreitete Verständnis von England als Erbe Israels und Gottes auserwähltem Volk. Vertreter dieser Anschauungen gingen davon aus, dass die verlorenen zehn Stämme Israels in England eine neue Heimat gefunden hätten und zu Vorfahren des britischen Volkes geworden seien (Anglo-Israelismus).

### Nachreformatorischer Katholizismus
Die römisch-katholische Kirche formulierte zum ersten Mal beim Konzil von Trient allgemeine Bestimmungen zur Namenswahl. Der 1566 im Gefolge des Konzils erschienene Römische Katechismus konkretisierte sie mit der Empfehlung, der Taufname sollte dem Verzeichnis der Heiligen entnommen werden. Begründet wurde dies mit der Vorbild- und Fürbittefunktion der Heiligen. Erst das 1614 erschienene Rituale Romanum konnte diese Anweisung durch Veröffentlichung eines verbindlichen römischen Heiligenkalenders inhaltlich füllen, der sich allgemein verbreitete. „Diese Bestimmungen“ – so der reformierte Kirchenhistoriker Fritz Blanke – „gehörten nicht in den Bereich des [katholischen] Kirchenrechtes, sondern der disziplinär-pastoralen Anweisung. Juristischer Zwang wohnt ihnen also nicht inne.“
Das 1917 promulgierte Gesetzbuch des Kanonischen Rechts Codex Iuris Canonici (CIC) schrieb vor, dass wenigstens ein Vorname des Kindes ein „christlicher Name“ sein müsse (can. 761 CIC/17), d. i. ein Heiligenname oder ein von christlichen Tugendbegriffen abgeleiteter Name. Bei der Kindertaufe hatte der Taufgeistliche dem Kind einen solchen Namen selbst zu geben und ins Taufbuch einzutragen, falls die Eltern keinen ausgewählt hatten. Mit der Wiederherstellung des Erwachsenenkatechumenats im Jahre 1972 im Gefolge des Zweiten Vatikanischen Konzils gab es bereits Erleichterungen, insoweit als „christliche Namen“ nun auch Eigennamen aus der Heimatkultur des Täuflings gelten konnten, die keine Heiligennamen oder christlichen Begriffe waren, aber eine christliche Deutung zuließen. Mit der Neufassung des Kirchenrechts im Gesetzbuch von 1983 trat eine weiter gehende Flexibilisierung ein. Als Taufname ausgeschlossen sind jetzt nur noch solche Namen, die dem „christlichen Empfinden fremd“ (a sensu christiano alienum) sind (855 CIC/83), d. h. aus christlicher Sicht unpassend oder anstoßerregend klingen. Außerdem wurde die Verantwortung für die christliche Namensgebung nun primär den Eltern zugesprochen und liegt anders als nach vorkonziliarem Kirchenrecht nur noch in untergeordneter Weise beim Taufspender.
Im römisch-katholischen Kindertaufritus findet die Verleihung des Taufnamens ganz zu Beginn der Tauffeier durch die Beantwortung der Frage des Zelebranten an die Eltern statt („Welchen Namen geben Sie Ihrem Kind?“). Der Ritus der Erwachseneninitiation rechnet hingegen mit der Möglichkeit, dass der Täufling seinen Namen als Ausdruck der Konvertierung zum Christentum ändern und einen neuen Taufnamen annehmen möchte. Viele Bischofskonferenzen traditionell christlich geprägter Länder, darunter die Bischofskonferenz der Vereinigten Staaten, haben beschlossen, dass bei der Erwachsenentaufe in der Regel kein vom bürgerlichen Vornamen abweichender Taufname anzunehmen ist. Hiervon sind nach dem Ermessen des Diözesanbischofs aber Ausnahmen möglich. Auch die Deutsche Bischofskonferenz nennt die „Wahl eines christlichen Namens“ (zusammen mit dem Sprechen des christlichen Glaubensbekenntnisses, dem Effata-Ritus und der Salbung mit Katechumenenöl) unter den möglichen „Riten der unmittelbaren Vorbereitung“ der Erwachsenentaufe, die im Rahmen der Taufliturgie stattfinden können.

## Taufname und Taufe in der Praxis

### Römisch-katholische Kirche
Die römisch-katholische Kindertauffeier beginnt in der Regel im Eingangsbereich des Kirchengebäudes. Nach einer Begrüßung fragt der taufende Zelebrant dort die Eltern: „Welchen Namen haben Sie Ihrem Kind gegeben?“ Nach örtlicher Gewohnheit kann die Frage unterschiedlich formuliert werden, je nachdem, ob es sich um einen bereits gegebenen oder erst bei der Taufe neu zu gebenden Namen handelt. Im weiteren Verlauf der Tauffeier heißt es dann: „Wer getauft wird, wird aufgenommen in die Gemeinschaft der Heiligen, die uns im Glauben vorangegangen sind und bei Gott für uns eintreten. Deshalb rufen wir jetzt miteinander die Heiligen an, vor allem den Namenspatron des Kindes.“ In der eigentlichen Taufhandlung lautet das Taufwort: „[Name des Täuflings], ich taufe dich im Namen des Vaters und des Sohnes und des Heiligen Geistes. Amen.“ Der in den 1990er Jahren veröffentlichte Katechismus der Katholischen Kirche erläutert die Bedeutung des Taufnamens aus römisch-katholischer Sicht wie folgt (Nr. 2156): „In der Taufe heiligt der Name des Herrn den Menschen, und der Christ erhält seinen Namen in der Kirche. Es kann der Name eines Heiligen sein, das heißt eines Jüngers Christi, der in vorbildlicher Treue zu seinem Herrn gelebt hat. Der Namenspatron ist ein Vorbild christlicher Liebe und sichert seine Fürbitte zu. Der Taufname kann auch ein christliches Mysterium oder eine christliche Tugend zum Ausdruck bringen.“
Im Jahr 2003 klagte eine Mutter für ihre damals 10-jährige Tochter vor dem Bundesverwaltungsgericht erfolgreich das Recht ein, deren christlichen Taufnamen nach ihrer katholischen Taufe als regulären Vornamen in das Personenstandsregister eintragen zu lassen. Das Erzbischöfliche Ordinariat Berlin hatte in einer Stellungnahme erklärt, dass das Kirchenrecht keinen besonderen Taufnamen kennt. Deshalb hatte das Oberverwaltungsgericht Berlin den Antrag auf Namensänderung in der Vorinstanz mit dem Argument abgelehnt, dass eine Taufe kein hinreichender Grund hierfür sei.

### Orthodoxe Kirchen (byzantinischer Ritus)
Die Namengebung gehört in der Orthodoxie zu den Riten, die der Taufhandlung vorausgehen (präbaptismale Riten) und ist außer bei einer Nottaufe obligatorisch. Der Priester legt hierzu sein Epitrachelion an und spricht folgendes Gebet, in dem der Name des Kindes erstmals genannt wird: „Herr, unser Gott, zu dir beten wir und dich bitten wir, dass das Licht deines Antlitzes auf deinem Knecht / deiner Magd N. widerscheint und das Kreuz deines eingeborenen Sohnes dessen Herz und Trachten prägen wird…“ Er singt sodann das Troparion von der Darstellung Jesu im Tempel und nimmt dabei das Kind auf den Arm. Grundsätzlich wird nur ein Name vergeben, der aus dem Heiligenkalender ausgewählt wird. Wenn die Eltern das Kind standesamtlich mit einem Namen registrieren ließen, der im orthodoxen Heiligenkalender nicht vorkommt, empfiehlt der Priester den Eltern bzw. dem Täufling, sich einen ähnlich klingenden Taufnamen auszusuchen. Unter diesem Taufnamen nimmt die Person z. B. auch an der Eucharistiefeier teil.
In der griechisch-orthodoxen Kirche erfolgt die Namengebung des Kindes endgültig erst bei der Taufe. Das griechische Registerrecht ermöglicht es den Sorgeberechtigten, die endgültige Namenswahl bis zu diesem Zeitpunkt aufzuschieben. Den Namen wählt allerdings nicht der Priester, sondern die Eltern. Es kann vorkommen, dass griechische Eltern bei der Geburtsanzeige gegenüber dem deutschen Standesbeamten nicht den eigentlich gewünschten Taufnamen nennen, sondern z. B. eine Koseform. In diesem Fall ist nach einer Entscheidung des Oberlandesgerichts Köln von 2004 eine nachträgliche Korrektur des Vornamens im Geburtenbuch zulässig.

### Äthiopisch-Orthodoxe Kirche
In Äthiopien entwickelte sich ein eigenständiges System der Namengebung. Gleich nach der Geburt erhält das Kind einen Alltagsnamen und später dann bei der Taufe zusätzlich einen Taufnamen. Als Taufname begegnet meist der Name eines Heiligen mit einem Zusatz (Prothem), der das Kind z. B. als „Gabe“ oder „Diener“ des betreffenden Heiligen bezeichnet. Warum der Taufname „geheim“ bleiben soll, ist nicht deutlich; möglicherweise wollte man in früheren Zeiten durch diese Geheimhaltung Dämonen abwehren. „Dieser Name ist jedenfalls nur zweimal im Leben eines Menschen von Bedeutung, hier bei der Taufe und dann erst wieder bei seiner Beerdigung, so dass manche Äthiopier ihren Taufnamen gar nicht mehr wissen.“